# Paul Vlaar
Paulus Johannes Maria (Paul) Vlaar (Obdam, 4 maart 1971) is een Nederlandse priester, ook bekend als de oranjepastoor.

## Oranjemis
Vlaar kreeg in juli 2010 landelijke bekendheid toen hij in de Sint-Victorkerk in Obdam een speciale "Oranjemis" opdroeg voor de WK-finale. Deze viering werd door de kerkelijke autoriteiten te werelds bevonden en Vlaar was al eerder gewaarschuwd te waken de eucharistie met gepaste waardigheid te vieren. Vlaar werd door bisschop Jos Punt voor twee maanden geschorst. Hierop trok Vlaar zich terug in de Sint-Adelbertabdij in Egmond-Binnen om na twee maanden weer aan het werk te gaan in Obdam. Ook tijdens het Europees kampioenschap voetbal 2012 leidde Vlaar een "Vaderdag- en voetbalviering".

## Opleiding en werkzaamheden
Vlaar werd geboren te Obdam in 1971 en groeide daar ook op in een agrarisch milieu. Echter ging de familie Vlaar ter kerke in het voor hen beter bereikbare Heerhugowaard.  Na de middelbare school twijfelde hij tussen de landbouwuniversiteit en theologie. Uiteindelijk koos hij er voor om priester te worden en ging theologie studeren. Hij volgde zijn kerkelijke opleiding aan het seminarie De Tiltenberg in Vogelenzang.
Paul Vlaar was sinds 1996 pastoraal werker van Nibbixwoud, Wognum en Zwaagdijk-West. Op 7 december 2002 werd hij door bisschop Punt in de bedevaartkerk Onze Lieve Vrouwe ter Nood in Heiloo tot priester gewijd. Daarna was hij gedurende 8,5 jaar pastor in Obdam en de regio Kaag en Braassem.
Begin 2012 verliet Vlaar het parochiepastoraat om aan de slag te gaan als aalmoezenier bij de marine in Den Helder. Hij volgde daartoe dat jaar een opleiding aan de Koninklijke Militaire Academie in Breda. In 2013 verscheen van zijn hand de gedichtenbundel Dichter voor mensen én dichter bij Hem. In deze uitgave is een aantal gedichten gebundeld die Vlaar bij verschillende gelegenheden maakte voor parochianen, mensen in zijn omgeving maar ook in zijn nieuwe functie als aalmoezenier aan boord van de Zr. Ms. Van Speijk.

## Boeken
- (2013) Dichter voor mensen én dichter bij Hem, gedichtenbundel, uitgeverij Lisette Werter, ISBN 0403197100001
- (2019) Tel je zegeningen! Herinneringen aan Aruba, ISBN 0403197100002

- International Standard Name Identifier: 0000 0004 3652 9918
- Nederlandse Thesaurus van Auteursnamen: 370396863
- Virtual International Authority File: 309880718
- WorldCat: E39PBJhCJHbcwc7mW886VbM773